# Коммунистическая партия РСФСР
Коммунисти́ческая па́ртия Росси́йской Сове́тской Федерати́вной Социалисти́ческой Респу́блики (КП РСФСР) — республиканская организация КПСС в РСФСР. Создана 19 июня 1990 года. «КП РСФСР не являлась самостоятельной партией, не имела своего устава и собственной программы,… не нуждалась в регистрации,… не обладала правами юридического лица». До этого момента РСФСР оставалась единственной республикой Советского Союза, не имевшей республиканской компартии.
События 19—22 августа 1991 года послужили основанием для обвинения КПСС в антиконституционной деятельности. Указом Президента РСФСР от 6 ноября 1991 года деятельность КПСС и её республиканской организации — КП РСФСР была прекращена, имущество конфисковано. Однако Конституционный Суд РФ вынес судебное постановление от 30 ноября 1992 года, в котором признал неконституционным запрет деятельности первичных организаций КПСС—КП РСФСР.

## Предыстория
На 12-м съезде РКП(б) в 1925 году, компартия была переименована в ВКП(б), что явилось следствием дискуссии о создании русской коммунистической партии. Г. К. Орджоникидзе тогда вносил предложение о формировании русской парторганизации, поддержанное М. И. Калининым; в поддержку также выступал и К. Е. Ворошилов, называя это «логичным». Однако против подобной идеи выступил И. В. Сталин, представив это «величайшей опасностью, ибо могло бы привести к федералистскому раздроблению партии».

## Создание КП РСФСР
Идея о создании отдельной Коммунистической партии РСФСР, по аналогии с партиями остальных союзных республик, возникла на волне противостояния центральному руководству КПСС по разным позициям. Оппозиция видела в таком размежевании возможности для дальнейшего пересмотра реформ, проводимых ЦК КПСС.
Центральное руководство решило успокоить данное волнение, попытавшись учредить альтернативные партийно-организационные структуры без создания партии. В декабре 1989 года на Пленуме ЦК КПСС было решено возродить Российское бюро ЦК КПСС (существовавшее в 1956—1966 годах как Бюро ЦК КПСС по РСФСР) и некоторые другие российские структуры в аппарате ЦК КПСС. Председателем Российского бюро был избран Михаил Горбачёв.
Такое бюро естественно не могло удовлетворить оппозицию. Давление «снизу» нарастало. Так, в 1990 году было сформировано движение «Коммунистическая инициатива» (ДКИ), целью которого было формирование Российской коммунистической партии как альтернативы руководству КПСС. Толчком к его созданию послужил II съезд Объединённого фронта трудящихся СССР (январь 1990 г.).
Эта идея была поддержана и рядом оппозиционно настроенных делегатов XXVIII съезда КПСС, представлявших ряд региональных парторганизаций и часть центрального руководства, которые объединились в «Инициативное движение коммунистов РСФСР».
19—23 июня 1990 года была созвана Российская партийная конференция, которая позиционировала себя как Учредительный съезд Компартии РСФСР (в составе КПСС). В конференции-съезде приняли участие 2 768 делегатов, избранных на XXVIII съезд КПСС от партийных организаций РСФСР. Присутствующий на съезде Михаил Горбачёв поддержал предложение о создании Компартии России.
19 июня 1990 года Российское бюро ЦК КПСС сложило свои полномочия, в дальнейшем был избран Центральный Комитет, а 22 июня первым секретарём ЦК КП РСФСР был избран Иван Полозков, популярный у консервативного крыла КПСС.
Работа I съезда КП РСФСР продолжилась в сентябре 1990 года, где был окончательно сформирован состав руководства.

## Организационная структура
Партия являлась структурной частью КПСС и не имела своего Устава. Таким образом, все члены КПСС, стоявшие на учёте в первичных организациях на территории РСФСР, являлись членами КП РСФСР. На 1 августа 1991 года в партии числилось 6 800 000 членов.
Высшим органом КП РСФСР являлся Съезд КП РСФСР, между съездами — Центральный комитет КП РСФСР (ЦК КП РСФСР), избирался Съездом КП РСФСР, между пленумами ЦК КП РСФСР — Политическое бюро ЦК КП РСФСР (Политбюро ЦК КП РСФСР) и Секретариат ЦК КП РСФСР, избирались ЦК КП РСФСР (были избраны 7 сентября 1990).
В Политбюро, помимо Полозкова, входили:
- Ильин Алексей Николаевич — второй секретарь ЦК КП РСФСР, председатель Псковского областного Совета народных депутатов, первый секретарь Псковского обкома КПСС,
- Антонович Иван Иванович (секретарь ЦК по общественным организациям),
- Зюганов Геннадий Андреевич (секретарь ЦК по идеологии),
- Кашин Владимир Иванович (секретарь ЦК по социально-экономической политике), председатель Серебряно-Прудского районного Совета народных депутатов,
- Мельников Александр Григорьевич (секретарь ЦК по рабочему движению) — первый секретарь Кемеровского обкома КПСС,
- Силкова Нина Прокопьевна (секретарь ЦК по делам женщин) — заместитель министра культуры СССР,
- Соколов Александр Сергеевич (секретарь ЦК по работе советов) — секретарь Московского обкома КПСС,
- Брячихин Алексей Михеевич — председатель Севастопольского районного Совета народных депутатов г. Москвы, первый секретарь Севастопольского райкома КПСС города Москвы,
- Енина Вера Нестеровна — председатель колхоза «Победа» Кромского района Орловской области,
- Калинин Николай Васильевич — командующий войсками Московского военного округа,
- Кугультинов Давид Никитич — поэт,
- Любимов Николай Холевич — сборщик-клепальщик Иркутского производственного авиационного объединения,
- Прокопьев Юрий Николаевич — первый секретарь Якутского обкома КПСС,
- Степанов Виктор Николаевич — Председатель Верховного Совета Карельской АССР,
- Фролов Константин Васильевич — вице-президент АН СССР,
- Чикин Валентин Васильевич — главный редактор газеты «Советская Россия»,
- Яшин Валерий Васильевич — второй секретарь Ленинградского обкома КПСС.

Первым секретарём ЦК КП РСФСР Учредительным съездом 22 июня 1990 года был избран Полозков Иван Кузьмич, председателем ЦКК КП РСФСР 5 сентября 1990 был избран Столяров Николай Сергеевич. На Пленуме ЦК Компартии РСФСР 13 мая 1991 К. В. Фролов освобождён от обязанностей члена Политбюро в связи с избранием председателем правления Всесоюзного общества «Знание».
КП РСФСР состояла из областных (краевых) организаций, областные (краевые) организации из районных и городских организаций, районные и городские организации — из первичных организаций.
Являясь структурной частью КПСС, КП РСФСР не могла участвовать в выборах. На Съездах народных депутатов РСФСР члены КПСС (а, следовательно, и КП РСФСР) входили в различные депутатские группы. Так, первый секретарь КП РСФСР Полозков входил в депутатскую группу «Отчизна».

## Деятельность
Как вспоминал Виктор Тюлькин: «КП РСФСР с момента учреждения была намного левее большого ЦК, и недаром вся мощь демократической пропаганды обрушилась на российскую компартию и особенно на первого секретаря ЦК Ивана Полозкова».
На Президентских выборах РСФСР (1991) КП РСФСР официально поддержала кандидатов на должности Президента и вице-президента РСФСР Н. И. Рыжкова и Б. В. Громова. Радикальная часть КП РСФСР (известная как Движение коммунистической инициативы или инициативный съезд по созданию РКП в составе КПСС) выдвинула в президенты секретаря своего оргбюро Алексея Сергеева, но после выдвижения Альберта Макашова независимым кандидатом в Президенты согласилась, чтобы Сергеев стал в паре с ним кандидатом в вице-президенты РСФСР.
В 90-91 гг. КП РСФСР часто называли РКП (Российская компартия). Ранее этой же аббревиатурой пользовались радикальные коммунисты — сторонники Объединённого фронта трудящихся, созвавшие в 1990 году в Ленинграде три этапа инициативного съезда за создание РКП в составе КПСС (после создания КП РСФСР эта структура была переименована в Движение коммунистической инициативы, на его базе в конце 1991 года создана РКРП). В сентябре 1990 г., на втором этапе Учредительного съезда КП РСФСР подтвердила верность «социалистическим ориентирам перестройки». Поскольку на XXVIII съезде КПСС из основополагающих документов партии практически исчезают положения марксизма-ленинизма, то данный шаг КП РСФСР стал началом открытой фронды республиканских коммунистов с Горбачёвым.
На Пленуме ЦК 6 августа 1991 первый секретарь И. К. Полозков был освобождён от должности, первым секретарём ЦК и членом Политбюро избран Купцов Валентин Александрович.

## Запрет КП РСФСР и восстановление её первичных организаций
Деятельность КП РСФСР была приостановлена Указом Президента РСФСР от 23 августа 1991 года № 79. Через неделю секретариат ЦК партии обратился в Верховный суд СССР по поводу данного указа. Партия была запрещена Указом Президента РСФСР от 6 ноября 1991 года № 169. Возможность восстановления её руководящих структур (от ЦК до райкомов) в прежнем виде исключило Постановление Конституционного суда Российской Федерации N 9-П от 30 ноября 1992 года. Вместе с тем, суд признал неконституционным роспуск оргструктур первичных парторганизаций КПСС — КП РСФСР, образованных по территориальному принципу.
Несмотря на запрет, деятельность секретариата ЦК КП РСФСР фактически продолжалась вплоть до февраля 1993 года, когда был проведён восстановительный съезд. На базе первичных организаций КП РСФСР была воссоздана как Коммунистическая партия Российской Федерации.

## Руководители КП РСФСР

### Первые секретари ЦК КП РСФСР
- Полозков Иван Кузьмич (22 июня 1990 г. — 6 августа 1991 г.),
- Купцов Валентин Александрович (6 августа 1991 г. — 6 ноября 1991 г. (де-юре) /14 февраля 1993 г. (де-факто))

## Съезды КП РСФСР
- I (учредительный) съезд КП РСФСР (20-23 июня, 5 и 6 сентября 1990 г., Москва)[18].
- II (чрезвычайный) съезд КП РСФСР или объединительно-восстановительный съезд (13-14 марта 1993 г., Клязьминский пансионат, Подмосковье) прошёл после того, как в 1992 году Конституционный суд Российской Федерации признал роспуск руководящих структур КПСС и КП РСФСР распущенными в соответствии с законом и фактически не существующими и в то же время признал незаконным роспуск образованных по территориальному принципу оргструктур первичных парторганизаций КП РСФСР, предусмотренный указами Президента Российской Федерации Б. Н. Ельцина[2]. На съезде на базе первичных организаций КП РСФСР восстановлена как КПРФ.